# Голосків (Хмельницький район)
Голо́сків — село в Україні, у Меджибізькій селищній територіальній громаді Хмельницького району Хмельницької області.
Населення села становить 1120 осіб.

## Історія
Вперше село згадується в історичних документах 1666 року в зв'язку із розорення і спалення його кримськими татарами[джерело не вказане 265 днів].

Сільська церква

Меморіал воїнів ДСВ

Про походження назви села є кілька легенд. В одній із них розповідається, що село було одним зі сторожових пунктів, з якого смолоскипами і дзвонами подавався сигнал «Голос» для усіх сусідніх сіл під час нападів татар або турків[джерело не вказане 265 днів].
Частину села «Оренда» названо тому, що землю непридатну для посівів через малу родючість, роздавав поміщик Козловський селянам в оренду. Пізніше на цьому місці оселились приїжджі поляки, яких з містечка Фельштина завербував підрядчик поміщика Козловського[джерело не вказане 265 днів].
За історичними даними старий Голосків був розташований за 3 — 3,5 км від теперішнього села[джерело не вказане 265 днів].

## Населення
Згідно з переписом УРСР 1989 року чисельність наявного населення села становила 1530 осіб, з яких 667 чоловіків та 863 жінки.
За переписом населення України 2001 року в селі мешкало 1330 осіб.

### Мова
Розподіл населення за рідною мовою за даними перепису 2001 року:
| Мова       | Відсоток |
| ---------- | -------- |
| українська | 98,96 %  |
| російська  | 0,89 %   |
| молдовська | 0,15 %   |

## Відомі люди
- Квітко Лев Мойсейович — відомий єврейський поет мовою ідиш.
- Гулько Микола Петрович — політик, громадський діяч. Депутат Хмельницької обласної ради 1998—2002.
- Хорик Андрій Васильович (1998—2022) — солдат Збройних Сил України, учасник російсько-української війни, що загинув у ході російського вторгнення в Україну в 2022 році.